# زنان (فیلم ۲۰۰۸)
زنان (انگلیسی: The Women) فیلمی به کارگردانی دایان انگلیس است که در سال ۲۰۰۸ منتشر شد.

## بازیگران
- مگ رایان
- آنت بنینگ
- اوا مندس
- دبرا مسینگ
- جادا پینکت اسمیت
- کندیس برگن
- کلوریس لیچمن
- بت میدلر
- کری فیشر
- دبی مازار
- کیگان کونور تریسی
- آنا گستایر
- جیل فلینت
- لین ویتفیلد
- جوانا گلیسون